# Robert Middleton
Robert Middleton (născut Samuel G. Messer; n. 13 mai 1911, Cincinnati, Ohio, SUA – d. 14 iunie 1977, Encino, California, SUA) a fost un actor american de film și televiziune.

## Filmografie selectivă
- 1955 Bufonul regelui (The Court Jester), regia Melvin Frank și Norman Panama
- 1959 A dispărut o navă (Don't Give Up the Ship), regia Norman Taurog
- 1973 Gangsteri de ocazie (Anche gli angeli mangiano fagioli), regia Enzo Barboni